# Colombicallia curta
Colombicallia curta är en skalbaggsart som beskrevs av Maria Helena M. Galileo och Martins 1992. Colombicallia curta ingår i släktet Colombicallia och familjen långhorningar. Inga underarter finns listade i Catalogue of Life.